# National Register of Historic Places in West Virginia

Karte der Countys von West Virginia und Verteilung der NRHP-Einträge

Diese Tabelle enthält alle Listen, in denen die Einträge im National Register of Historic Places in den 55 Countys des US-amerikanischen Bundesstaates West Virginia aufgeführt sind:

## Anzahl der Objekte nach County
| Grubengebäude und Förderband in Nuttallburg in New River Gorge National River | \| \| County \| Liste der Einträge in das NRHP im County \| Anzahl \| \| ----- \| ---------- \| ---------------------------------------- \| ------- \| \| 1 \| Barbour \| NRHP-Einträge im Barbour County \| 11 \| \| 2 \| Berkeley \| NRHP-Einträge im Berkeley County \| 124 \| \| 3 \| Boone \| NRHP-Einträge im Boone County \| 3 \| \| 4 \| Braxton \| NRHP-Einträge im Braxton County \| 10 \| \| 5 \| Brooke \| NRHP-Einträge im Brooke County \| 23 \| \| 6 \| Cabell \| NRHP-Einträge im Cabell County \| 38 \| \| 7 \| Calhoun \| NRHP-Einträge im Calhoun County \| 1 \| \| 8 \| Clay \| NRHP-Einträge im Clay County \| 1 \| \| 9 \| Doddridge \| NRHP-Einträge im Doddridge County \| 8 \| \| 10 \| Fayette \| NRHP-Einträge im Fayette County \| 23 \| \| 11 \| Gilmer \| NRHP-Einträge im Gilmer County \| 10 \| \| 12 \| Grant \| NRHP-Einträge im Grant County \| 7 \| \| 13 \| Greenbrier \| NRHP-Einträge im Greenbrier County \| 42 \| \| 14 \| Hampshire \| NRHP-Einträge im Hampshire County \| 12 \| \| 15 \| Hancock \| NRHP-Einträge im Hancock County \| 15 \| \| 16 \| Hardy \| NRHP-Einträge im Hardy County \| 25 \| \| 17 \| Harrison \| NRHP-Einträge im Harrison County \| 24 \| \| 18 \| Jackson \| NRHP-Einträge im Jackson County \| 11 \| \| 19 \| Jefferson \| NRHP-Einträge im Jefferson County \| 80 \| \| 20 \| Kanawha \| NRHP-Einträge im Kanawha County \| 86 \| \| 21 \| Lewis \| NRHP-Einträge im Lewis County \| 12 \| \| 22 \| Lincoln \| NRHP-Einträge im Lincoln County \| 1 \| \| 23 \| Logan \| NRHP-Einträge im Logan County \| 5 \| \| 24 \| Marion \| NRHP-Einträge im Marion County \| 20 \| \| 25 \| Marshall \| NRHP-Einträge im Marshall County \| 9 \| \| 26 \| Mason \| NRHP-Einträge im Mason County \| 13 \| \| 27 \| McDowell \| NRHP-Einträge im McDowell County \| 18 \| \| 28 \| Mercer \| NRHP-Einträge im Mercer County \| 18 \| \| 29 \| Mineral \| NRHP-Einträge im Mineral County \| 11 \| \| 30 \| Mingo \| NRHP-Einträge im Mingo County \| 7 \| \| 31 \| Monongalia \| NRHP-Einträge im Monongalia County \| 46 \| \| 32 \| Monroe \| NRHP-Einträge im Monroe County \| 27 \| \| 33 \| Morgan \| NRHP-Einträge im Morgan County \| 15 \| \| 34 \| Nicholas \| NRHP-Einträge im Nicholas County \| 14 \| \| 35 \| Ohio \| NRHP-Einträge im Ohio County \| 73 \| \| 36 \| Pendleton \| NRHP-Einträge im Pendleton County \| 12 \| \| 37 \| Pleasants \| NRHP-Einträge im Pleasants County \| 2 \| \| 38 \| Pocahontas \| NRHP-Einträge im Pocahontas County \| 18 \| \| 39 \| Preston \| NRHP-Einträge im Preston County \| 20 \| \| 40 \| Putnam \| NRHP-Einträge im Putnam County \| 5 \| \| 41 \| Raleigh \| NRHP-Einträge im Raleigh County \| 8 \| \| 42 \| Randolph \| NRHP-Einträge im Randolph County \| 35 \| \| 43 \| Ritchie \| NRHP-Einträge im Ritchie County \| 5 \| \| 44 \| Roane \| NRHP-Einträge im Roane County \| 3 \| \| 45 \| Summers \| NRHP-Einträge im Summers County \| 9 \| \| 46 \| Taylor \| NRHP-Einträge im Taylor County \| 6 \| \| 47 \| Tucker \| NRHP-Einträge im Tucker County \| 7 \| \| 48 \| Tyler \| NRHP-Einträge im Tyler County \| 10 \| \| 49 \| Upshur \| NRHP-Einträge im Upshur County \| 6 \| \| 50 \| Wayne \| NRHP-Einträge im Wayne County \| 4 \| \| 51 \| Webster \| NRHP-Einträge im Webster County \| 8 \| \| 52 \| Wetzel \| NRHP-Einträge im Wetzel County \| 4 \| \| 53 \| Wirt \| NRHP-Einträge im Wirt County \| 6 \| \| 54 \| Wood \| NRHP-Einträge im Wood County \| 4 \| \| 55 \| Wyoming \| NRHP-Einträge im Wyoming County \| 4 \| \| Summe \| Summe \| Summe \| 1.019 1 \| |                                          |         |
|                                                                               | County | Liste der Einträge in das NRHP im County | Anzahl  |
| 1                                                                             | Barbour | NRHP-Einträge im Barbour County          | 11      |
| 2                                                                             | Berkeley | NRHP-Einträge im Berkeley County         | 124     |
| 3                                                                             | Boone | NRHP-Einträge im Boone County            | 3       |
| 4                                                                             | Braxton | NRHP-Einträge im Braxton County          | 10      |
| 5                                                                             | Brooke | NRHP-Einträge im Brooke County           | 23      |
| 6                                                                             | Cabell | NRHP-Einträge im Cabell County           | 38      |
| 7                                                                             | Calhoun | NRHP-Einträge im Calhoun County          | 1       |
| 8                                                                             | Clay | NRHP-Einträge im Clay County             | 1       |
| 9                                                                             | Doddridge | NRHP-Einträge im Doddridge County        | 8       |
| 10                                                                            | Fayette | NRHP-Einträge im Fayette County          | 23      |
| 11                                                                            | Gilmer | NRHP-Einträge im Gilmer County           | 10      |
| 12                                                                            | Grant | NRHP-Einträge im Grant County            | 7       |
| 13                                                                            | Greenbrier | NRHP-Einträge im Greenbrier County       | 42      |
| 14                                                                            | Hampshire | NRHP-Einträge im Hampshire County        | 12      |
| 15                                                                            | Hancock | NRHP-Einträge im Hancock County          | 15      |
| 16                                                                            | Hardy | NRHP-Einträge im Hardy County            | 25      |
| 17                                                                            | Harrison | NRHP-Einträge im Harrison County         | 24      |
| 18                                                                            | Jackson | NRHP-Einträge im Jackson County          | 11      |
| 19                                                                            | Jefferson | NRHP-Einträge im Jefferson County        | 80      |
| 20                                                                            | Kanawha | NRHP-Einträge im Kanawha County          | 86      |
| 21                                                                            | Lewis | NRHP-Einträge im Lewis County            | 12      |
| 22                                                                            | Lincoln | NRHP-Einträge im Lincoln County          | 1       |
| 23                                                                            | Logan | NRHP-Einträge im Logan County            | 5       |
| 24                                                                            | Marion | NRHP-Einträge im Marion County           | 20      |
| 25                                                                            | Marshall | NRHP-Einträge im Marshall County         | 9       |
| 26                                                                            | Mason | NRHP-Einträge im Mason County            | 13      |
| 27                                                                            | McDowell | NRHP-Einträge im McDowell County         | 18      |
| 28                                                                            | Mercer | NRHP-Einträge im Mercer County           | 18      |
| 29                                                                            | Mineral | NRHP-Einträge im Mineral County          | 11      |
| 30                                                                            | Mingo | NRHP-Einträge im Mingo County            | 7       |
| 31                                                                            | Monongalia | NRHP-Einträge im Monongalia County       | 46      |
| 32                                                                            | Monroe | NRHP-Einträge im Monroe County           | 27      |
| 33                                                                            | Morgan | NRHP-Einträge im Morgan County           | 15      |
| 34                                                                            | Nicholas | NRHP-Einträge im Nicholas County         | 14      |
| 35                                                                            | Ohio | NRHP-Einträge im Ohio County             | 73      |
| 36                                                                            | Pendleton | NRHP-Einträge im Pendleton County        | 12      |
| 37                                                                            | Pleasants | NRHP-Einträge im Pleasants County        | 2       |
| 38                                                                            | Pocahontas | NRHP-Einträge im Pocahontas County       | 18      |
| 39                                                                            | Preston | NRHP-Einträge im Preston County          | 20      |
| 40                                                                            | Putnam | NRHP-Einträge im Putnam County           | 5       |
| 41                                                                            | Raleigh | NRHP-Einträge im Raleigh County          | 8       |
| 42                                                                            | Randolph | NRHP-Einträge im Randolph County         | 35      |
| 43                                                                            | Ritchie | NRHP-Einträge im Ritchie County          | 5       |
| 44                                                                            | Roane | NRHP-Einträge im Roane County            | 3       |
| 45                                                                            | Summers | NRHP-Einträge im Summers County          | 9       |
| 46                                                                            | Taylor | NRHP-Einträge im Taylor County           | 6       |
| 47                                                                            | Tucker | NRHP-Einträge im Tucker County           | 7       |
| 48                                                                            | Tyler | NRHP-Einträge im Tyler County            | 10      |
| 49                                                                            | Upshur | NRHP-Einträge im Upshur County           | 6       |
| 50                                                                            | Wayne | NRHP-Einträge im Wayne County            | 4       |
| 51                                                                            | Webster | NRHP-Einträge im Webster County          | 8       |
| 52                                                                            | Wetzel | NRHP-Einträge im Wetzel County           | 4       |
| 53                                                                            | Wirt | NRHP-Einträge im Wirt County             | 6       |
| 54                                                                            | Wood | NRHP-Einträge im Wood County             | 4       |
| 55                                                                            | Wyoming | NRHP-Einträge im Wyoming County          | 4       |
| Summe                                                                         | Summe | Summe                                    | 1.019 1 |